# Andrijiwka (Oleksandrija)
Andrijiwka (ukrainisch Андрі́ївка; russisch Андреевка Andrejewka) ist ein Dorf im Osten der ukrainischen Oblast Kirowohrad mit etwa 400 Einwohnern (2001).

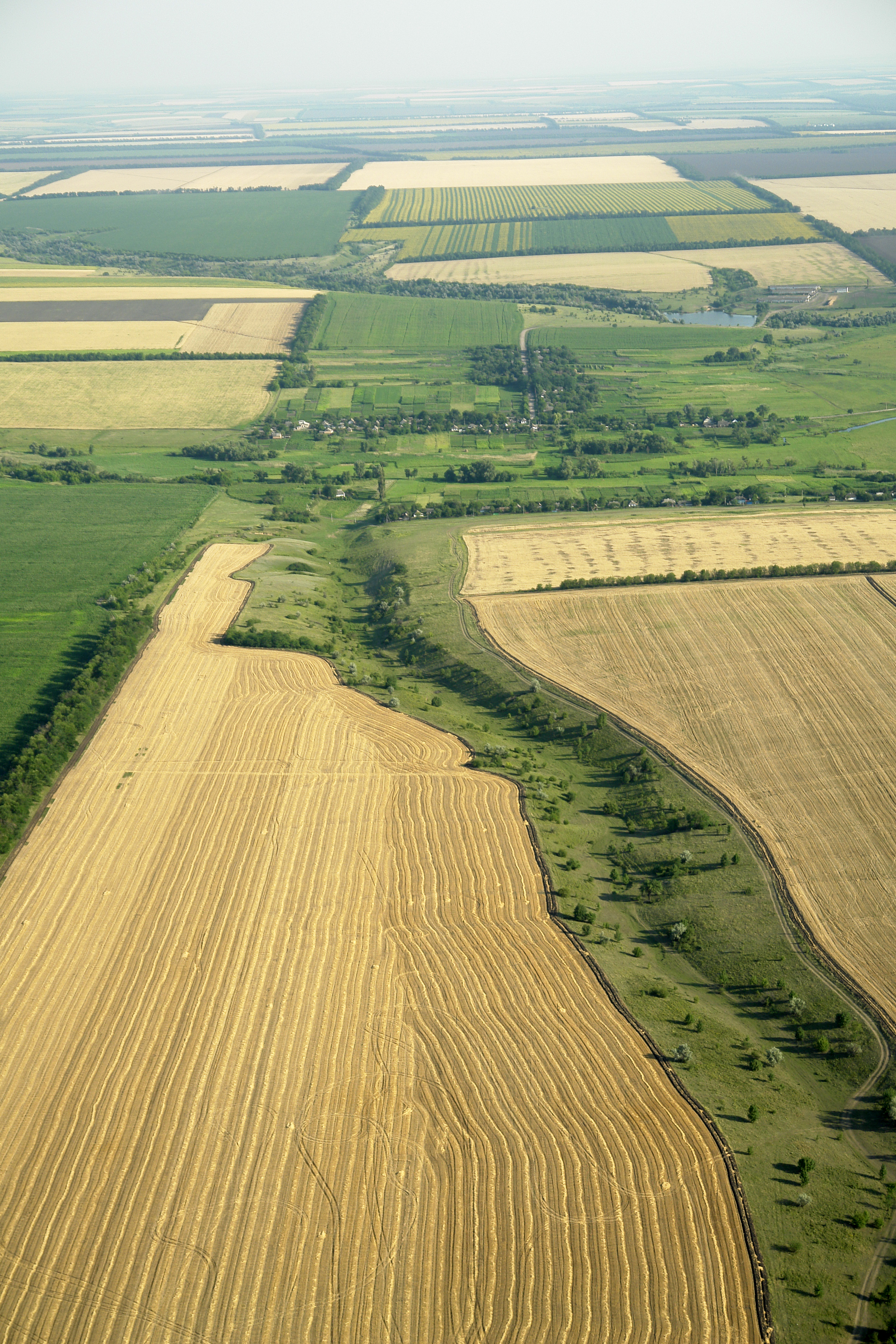
Blick auf den Ort aus Vogelperspektive

## Geographie
Andrijiwka befindet sich ca. 8 km südöstlich vom Rajonzentrum Oleksandrija, unweit der Fernstraße M 04 (E 50) zwischen Oleksandrija und Kukoliwka.
Am 12. Juni 2020 wurde das Dorf ein Teil der neugegründeten Siedlungsgemeinde Pryjutiwka, bis dahin bildete es zusammen mit den Dörfern Mala Beresiwka (Мала Березівка), Roschewe (Рожеве), Stepaniwka (Степанівка) und Surhany (Сургани) die gleichnamige Landratsgemeinde Andrijiwka (Андріївська сільська рада/Andrijiwska silska rada) im Zentrum des Rajons Oleksandrija.